# Egerdon
Egerdon (Egerten, Aegerten) war der Name eines alemannischen Adelsgeschlechts, das im 13. und 14. Jh. in der Stadt Bern politisch von Bedeutung war. Der Stammsitz der Familie war ihre Burg auf dem Gurten, dem heutigen Berner Hausberg.

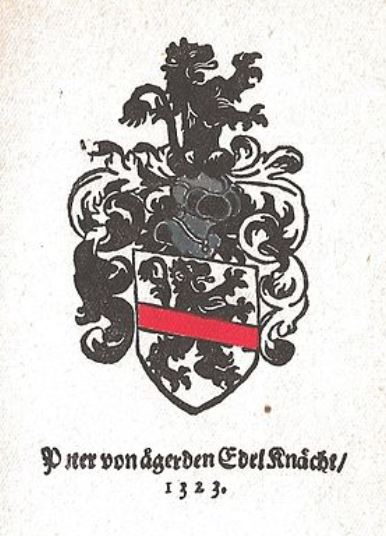
Peter von Egerdon, der letzte des Geschlechts

## Familienwappen
Blasonierung: Unter rotem Schildhaupt in Silber ein schreitender schwarzer Löwe.

## Geschichte
Die Herren von Egerdon waren ein Rittergeschlecht und standen im Dienst des Grafen von Neuenburg. Im 13. Jahrhundert war die Familie mehrmals im Grossen Rat von Bern vertreten und stellte mehrere Schultheissen. 1270 trat Burkard I. den Kirchensatz von Krauchthal an die Kommende der Johanniter von Münchenbuchsee ab.
1312 verkauften die Brüder Werner und Peter von Egerdon den gesamten Besitz der Familie ausserhalb der Stadt Bern einschliesslich des Gurtens. Die Egerdon unterstützten das Frauenkloster Kappelen im Forst in der heutigen Gemeinde Frauenkappelen. Weiter förderte die Familie das Deutschordenshaus in Köniz.
Mit dem Tod Peters von Egerdon, des letzten männlichen Stammhalters, in den Jahren nach 1335 erlosch das Geschlecht im Mannesstamm.
Heute erinnert in der Stadt Bern nur noch der Name der Herrengasse an die Familie: 1271 wurde Heinrich von Egerdon als Eigentümer eines Hauses an der Berner Herren-von-Egerten-Gasse erwähnt.

## Namensträger
- Burkard I. von Egerdon
- Burkard II. von Egerdon († 1271), 1255 bis 1257 Schultheiss
- Heinrich von Egerdon, 1271 Ratsherr
- Ulrich von Egerdon, 1294 Sechzehner, 1295 und 1303 Ratsherr
- Peter von Egerdon († 1335), 1322 bis 1323 Schultheiss, 1327 Ratsherr.
- Agnes von Egerdon, 1345 bis 1360 Priorin Augustinerinnenklosters Kappelen im Forst.